# Synagogue de la rue du Bourg-Tibourg
Synagogue de la rue du Bourg-Tibourg je synagoga ve 4. obvodu v Paříži v ulici Rue du Bourg-Tibourg č. 24, po které nese své jméno. Synagoga je sefardského ritu.

## Historie
Synagoga vznikla ve 20. letech 20. století původně jako chasidská, ortodoxní, nezávislá na konzistoři. Sloužila pro židy původem z východní Evropy. Její rabín Isidore Frankforter se stal obětí holokaustu.